# X (Q35)
X (Q35) byla experimentální ponorka francouzského námořnictva. Ve službě byla v letech 1905–1914. V roce 1911 byla přejmenována na Dauphin. Byla to první ponorka poháněná dvěma lodními šrouby.

## Stavba
Ponorku navrhl francouzský inženýr Gaston Romazzotti. Postavila ji francouzská loděnice Arsenal de Cherbourg v Cherbourgu. Na vodu byla spuštěna 15. listopadu 1904 a do služby byla přijata roku 1905.

## Konstrukce
Ponorka měla jednoplášťový trup. Vyzbrojena byla příďovým 450mm torpédometem se zásobou tří torpéd, dvěma 450mm torpédy umístěnými externě ve vypouštěcím zařízení typu Drzewiecki a dalším torpédem na externí lafetě. Celkem tak ponorka nesla šest torpéd. Pohonný systém tvořily dva spalovací motory Panhard et Levassor (spalující benzen) o výkonu 260 hp a dva elektromotory o výkonu 230 hp, pohánějící dva lodní šrouby. Nejvyšší rychlost dosahovala 8,4 uzlu na hladině a 6,1 uzlu pod hladinou. Dosah byl 170 námořních mil při rychlosti 8,4 uzlu na hladině a šedesát námořních mil při rychlosti 4,5 uzlu pod hladinou. Operační hloubka ponoru dosahovala třicet metrů.